# Distretto di Kukës
Il distretto di Kukës (in albanese: Rrethi i Kuksit) era uno dei 36 distretti amministrativi dell'Albania.
La riforma amministrativa del 2015 ha ricompreso il territorio dell'ex distretto nel comune di Kukës, accorpando a questo 14 comuni.

## Geografia fisica
Il territorio del distretto è situato nella parte nord-orientale del paese in un'area montuosa. Le montagne situate ad est della città di Kukës raggiungono i 2400 m s.l.m. 
Il confine settentrionale è il fiume Drin, una diga sul fiume forma il lago Liqen i Fierzës. Il distretto è attraversato dal corso del fiume Drin nero che sfocia nel lago artificiale insieme al fiume Drin bianco proveniente da est. La valle del fiume Drin è stretta e difficilmente accessibile, come del resto gran parte del territorio del distretto.
A est del distretto si trova il Kosovo e nei pressi di Morina, 39 km a est di Kukes sulla strada che percorre la valle del Drin si trova il più importante valico di frontiera fra di due paesi.

## Geografia antropica

### Suddivisioni amministrative
Il distretto comprendeva un comune urbano e 14 comuni rurali.

#### Comuni urbani
- Kukës

#### Comuni rurali
- Arrën (Arn)
- Bicaj
- Bushtricë
- Grykë-Çajë
- Kalis
- Kolsh (Klosh, Kolç)
- Malzi
- Shishtavec
- Shtiqën
- Surroj
- Tërthore
- Topojan
- Ujëmisht
- Zapod